# Abacha (municipalité)
La municipalité d'Abacha,(en géorgien : აბაშის მუნიციპალიტეტი) est un district de la région de Mingrélie-Haute Svanétie en Géorgie, dont la ville principale est Abacha. Ce district ne possède qu'une seule ville, le reste étant 35 villages de moins de 5 000 habitants.

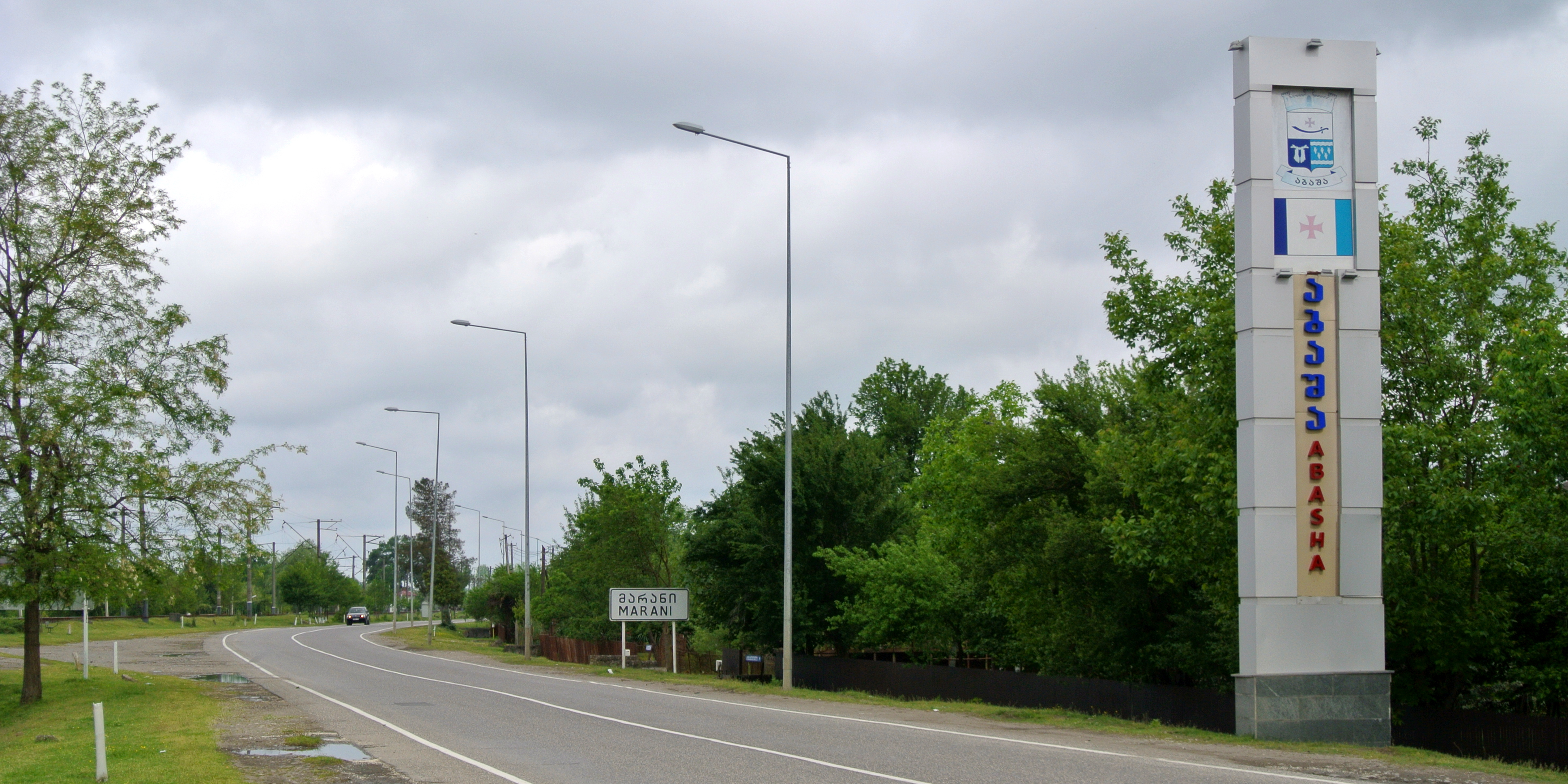
Municipalité d'Abacha

## Démographie
La population était de 22 341 habitants lors du recensement de 2014, avec 4 900 personnes en milieu urbain et 17 400 personnes en milieu rural.

## Subidivision
| A - B - C - D - E - F - G - H - I - J - K - L - M - N - O - P - Q - R - S - T - U - V - W - X - Y - Z |

| Commune         | Nom géorgien   | Statut de la communauté |
| --------------- | -------------- | ----------------------- |
| A               |                |                         |
| Abacha          | აბაშა          | Ville                   |
| Abachispiri     | აბაშისპირი     | Village                 |
| B               |                |                         |
| Boulvani        | ბულვანი        | Village                 |
| D               |                |                         |
| Dzveli Abacha   | ძველი აბაშა    | Village                 |
| Dzigouri        | ძიგური         | Village                 |
| E               |                |                         |
| Etseri          | ეწერი          | Village                 |
| G               |                |                         |
| Gaghma Kodori   | გაღმა კოდორი   | Village                 |
| Gaghma Zanati   | გაღმა ზანათი   | Village                 |
| Gamoghma Kodori | გამოღმა კოდორი | Village                 |
| Gamoghma Zanati | გამოღმა ზანათი | Village                 |
| Gaoutsqinari    | გაუწყინარი     | Village                 |
| Gougounaqati    | გუგუნაყათი     | Village                 |
| Gouleïkari      | გულეიკარი      | Village                 |
| Gouloukheti     | გულუხეთი       | Village                 |
| Guezati         | გეზათი         | Village                 |
| K               |                |                         |
| Ketilari        | კეთილარი       | Village                 |
| Kolobani        | ქოლობანი       | Village                 |
| Kvichantchala   | ქვიშანჭალა     | Village                 |
| M               |                |                         |
| Maïdani         | მაიდანი        | Village                 |
| Marani          | მარანი         | Village                 |
| Maratchala      | მარანჭალა      | Village                 |
| Matskhovriskari | მაცხოვრისკარი  | Village                 |
| N               |                |                         |
| Naesakao        | ნაესაკაო       | Village                 |
| Norio           | ნორიო          | Village                 |
| O               |                |                         |
| Ontopo          | ონტოფო         | Village                 |
| P               |                |                         |
| Pirveli Maïssi  | პირველი მაისი  | Village                 |
| S               |                |                         |
| Sabokoutchavo   | საბოკუჩავო     | Village                 |
| Sagvazavo       | საგვაზავო      | Village                 |
| Samikao         | სამიქაო        | Village                 |
| Sepieti         | სეფიეთი        | Village                 |
| Soudjouna       | სუჯუნა         | Village                 |
| T               |                |                         |
| Tkhmelari       | თხმელარი       | Village                 |
| Tqviri          | ტყვირი         | Village                 |
| Tsalikari       | წალიკარი       | Village                 |
| Tsilori         | ცილორი         | Village                 |
| Tsqemi          | წყემი          | Village                 |